# Spottobrotula
Spottobrotula är ett släkte av fiskar. Spottobrotula ingår i familjen Ophidiidae.
Kladogram enligt Catalogue of Life:
| Spottobrotula | \| \| Spottobrotula amaculata \| \| \| \| \| \| Spottobrotula mahodadi \| \| \| \| |
|               | \| \| Spottobrotula amaculata \| \| \| \| \| \| Spottobrotula mahodadi \| \| \| \| |
|               | Spottobrotula amaculata                                                            |
|               |                                                                                    |
|               | Spottobrotula mahodadi                                                             |
|               |                                                                                    |